# Michaela Matoušková
Michaela Matoušková (* 21. června 1979 Řečany nad Labem) je česká politička a ekonomka, v letech 2020 až 2025 zastupitelka Pardubického kraje (v letech 2020 až 2024 též náměstkyně hejtmana), od roku 2010 zastupitelka a starostka obce Řečany nad Labem na Pardubicku, členka hnutí STAN. Od února 2025 je náměstkyní ministra zdravotnictví ČR.

## Život
Celý svůj život žije v obci Řečany nad Labem. Vystudovala Integrovanou střední školu Přelouč a následně obory hospodářská politika a správa a veřejná správa a regionální rozvoj na Provozně ekonomické fakultě České zemědělské univerzity v Praze (získala titul Ing.). Absolvovala také studium pedagogiky pro pedagogy na středních a vysokých školách ve Školském zařízení pro další vzdělávání pedagogických pracovníků v Hradci Králové. Vzdělání si rovněž doplnila postgraduálním studiem na Ústavu práva a právní vědy v Praze (získala titul MPA) a dále postgraduálním studiem v oboru zdravotnictví, kde získala titul MHA)
Čerstvě plnoletá začala při zaměstnání podnikat v oboru účetního poradenství, kterým se zabývá dodnes. Po několika letech se této profesi začala věnovat naplno – společnost A. M. M. Accounting. Angažuje se jako členka Předsednictva Komory obcí Svazu měst a obcí ČR; členka Finanční komise Svazu měst a obcí ČR a lektorka pro veřejnou správu.
Michaela Matoušková žije s dcerou v obci Řečany nad Labem na Pardubicku. Volný čas tráví se svou rodinou, ráda cestuje, plave a čte.

## Politické působení
V komunálních volbách v roce 2010 byla jako nezávislá na kandidátce subjektu "Obec pro občany Řečan a Labětína" zvolena zastupitelkou obce Řečany nad Labem, a to z pozice lídryně kandidátky. V listopadu 2010 se pak stala i starostkou obce. Mandát zastupitelky obhájila ve volbách v roce 2014, když z pozice nestraníka opět vedla kandidátku subjektu "Obec pro občany Řečan a Labětína". V listopadu 2014 se po druhé stala starostkou obce.
V krajských volbách v roce 2012 kandidovala jako nestraník za hnutí NEZÁVISLÍ do Zastupitelstva Pardubického kraje, ale neuspěla. Nepodařilo se jí to ani ve volbách v roce 2016 jako nestraníkovi za hnutí STAN. Působila však jako členka Finančního výboru. V krajských volbách v roce 2020 byla lídryní kandidátky hnutí STAN v Pardubickém kraji, podařilo se jí získat mandát krajské zastupitelky. V říjnu 2020 se pak navíc stala členkou Rady Pardubického kraje zodpovědnou za zdravotnictví a náměstkyní hejtmana Pardubického kraje.
Ve volbách do Poslanecké sněmovny PČR v roce 2017 byla z pozice členky hnutí STAN lídryní kandidátky v Pardubickém kraji, ale neuspěla. V červenci 2022 byla zvolena členkou předsednictva hnutí STAN, post zastávala do května 2025.
V krajských volbách v září 2024 obhájila jako členka hnutí STAN post zastupitelky Pardubického kraje, a to z pozice lídryně kandidátní listiny tohoto hnutí. V říjnu 2024 však skončila v pozici náměstkyně hejtmana, v únoru 2025 pak rezignovala na post krajské zastupitelky. Stejný měsíc se stala náměstkyní ministra zdravotnictví ČR Vlastimila Válka.
Ve volbách do Poslanecké sněmovny PČR v roce 2025 kandiduje na 3. místě kandidátky hnutí STAN v Pardubickém kraji.